# Заднемоторная компоновка автомобиля

Заднемоторная компоновка, в англоязычной терминологии — RR, Rear-engine, Rear-wheel-drive layout — компоновка автомобиля, при которой центр тяжести силового агрегата расположен позади оси задних колёс.

## Конструктивные особенности

### Конструкция и размещение силового агрегата

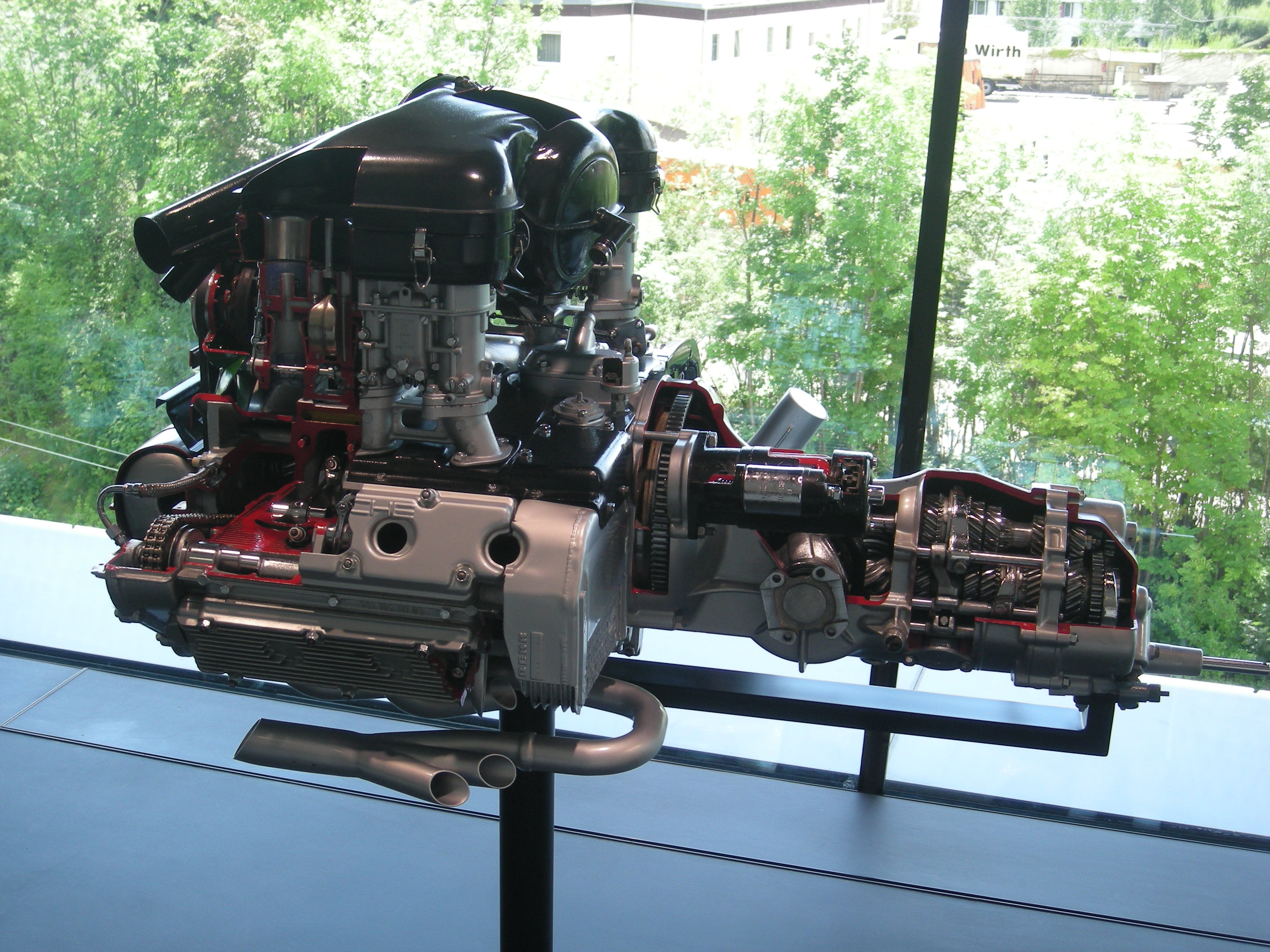
Силовой агрегат «Порше» Typ 901-01; двигатель слева на фото, трансмиссия — справа, главная передача — между ними. Аналогичная компоновка применена и на массовых автомобилях: Фольксваген Жук, Фиат-600 и «Запорожец»

Силовой агрегат заднемоторных легковых автомобилей и небольших автобусов в абсолютном большинстве случаев представляет собой единый блок, включающий в себя двигатель, сцепление (или гидротрансформатор) и объединённые в один агрегат — трансэксл — коробку передач и главную передачу с дифференциалом, причём блок этот оказывается конструктивно идентичен используемому при переднем приводе (в варианте с соответствующей ориентацией оси двигателя). Отличие же состоит в том, что привод на задние колёса исключает необходимость использовать шарниры равных угловых скоростей, так что себестоимость агрегатов трансмиссии несколько снижается, а полуоси упрощаются (тем не менее, на современных заднемоторных автомобилях для привода задних колёс обычно используются именно ШРУСы, как более плавно передающие крутящий момент).
В такой конструкции при продольном расположении двигателя дифференциал будет расположен между сцеплением и коробкой передач, вследствие чего существенно сокращается длина заднего свеса, а коробка передач оказывается внутри базы автомобиля. Механическая коробка передач при этом используется двухвальная, более простая по конструкции, но при этом лишённая «прямой» передачи, при которой для передачи крутящего момента не используются шестерни, что снижает износ и потери. Ввиду конструктивно обусловленной неподвижности дифференциала, задняя подвеска может быть только независимой, хотя бы в виде примитивных качающихся полуосей с одним шарниром на каждой (либо зависимой типа «де Дион»).
Силовой агрегат может быть размещён как продольно, так и поперечно, хотя на абсолютном большинстве заднемоторных легковых автомобилей он был расположен продольно, что упрощало конструкцию трансмиссии, а поперечное его расположение встречается в основном на автобусах. Из легковых заднемоторных автомобилей поперечно расположенный силовой агрегат имели западногерманские малолитражки фирмы NSU выпуска пятидесятых — начала семидесятых годов. Такое его расположение позволяет более эффективно использовать длину автомобиля и несколько приглушить негативные черты заднемоторной компоновки, однако при этом в той же степени «сглаживаются» и её преимущества, напрямую вытекающие из недостатков, поэтому на чисто-спортивных заднемоторных автомобилях (Porsche, Alpine Renault, DeLorean DMC-12), для которых преимущества выбранной компоновки желательно реализовать в полной мере, а вопросы эффективности утилизации пространства играют сугубо вторичную роль, обычно используется именно продольное расположение силового агрегата.
На автомобиле Tatra T613 и её более поздних версиях, вплоть до Tatra T700, использовалась уникальная компоновка с тяжёлым двигателем V8, размещённый продольно над задней осью — эта схема, как правило, тоже считается разновидностью заднемоторной компоновки, хотя по развесовке ближе к среднемоторной. Подобным образом был расположен силовой агрегат американского опытного Liefield-Williams Bobbi-Kar — у него очень компактный нижнеклапанный двигатель вместе с коробкой передач располагался над картером заднего моста продольно, а передача крутящего момента с выходного вала коробки на главную передачу осуществлялось через оборотный редуктор; в результате получалась компоновка, промежуточная между средне- и заднемоторной (ссылка). Примерно над ведущим мостом расположен и силовой агрегат Smart Fortwo, но ориентирован он уже поперечно.
На многих больших автобусах, но лишь в очень редких случаях — на легковых автомобилях, применяется компоновка, при которой двигатель и трёхвальная коробка передач сблокированы в единый агрегат, расположенный целиком за задней осью, а дифференциал размещается в отдельном картере и соединён с трансмиссией при помощи карданного вала. При этом конструкция трансмиссии в целом сложнее, но появляется возможность использовать в её составе элементы, серийно выпускающиеся для грузовиков. Длина свеса для автобуса не столь существенна, а размещение силового агрегата целиком в свесе даёт существенные преимущества при компоновке салона.

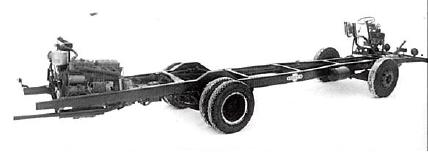
Шасси автобуса Vanaja VAT-4800 с расположенными позади заднего моста двигателем и трансмиссией.

В этом случае, если двигатель размещён продольно, длина заднего свеса получается очень большой, так как в нём последовательно расположены и двигатель, и коробка передач. Поперечное расположение силового агрегата даёт возможность достичь сравнительной компактности, применив для передачи вращения с выходного вала коробки передач на дифференциал угловые редукторы (ЗИС-127). Такая компоновка применялась, в частности, на опытной американской легковушке Reo Doodlebug (1933) и советском опытном ВНИИТЭ-ПТ, причём в обоих случаях основной причиной её использования была утилизация штатных двигателя и коробки передач, а также переделанного заднего моста, от серийного автомобиля «классической» компоновки.
Отдельно от двигателя и коробки передач размещался дифференциал также у целого ряда мотоколясок с цепным приводом ведущей оси, в таких случаях поперечное расположение силового агрегата (коленчатый вал параллельно ведущей оси) оказывается единственно возможным в сочетании с независимой подвеской.
В некоторых случаях («Фольксваген-Транспортёр Синхро» третьего поколения, различные модификации «Порше» и «Субару Доминго/Либеро»), заднемоторная компоновка может сочетаться с полным приводом, трансмиссия аналогична «перевёрнутой» на 180° относительно продольной оси обычной полноприводной трансмиссии. Передний мост в таких автомобилях обычно подключается вискомуфтой, но имеются варианты и с постоянным полным приводом, и с жёстким подключением без межосевого дифференциала. Также компоновка с расположенным сзади мотором и полным приводом широко представлена среди вездеходов всех видов — от лёгких багги до бронетранспортёров и колёсных САУ.
Распространена заднемоторная компоновка и на боевых машинах, особенно на танках. Её достоинство — высокая защищённость силового агрегата, что повышает боевую живучесть машины.
Редчайшей, точнее уникальной для построенного в трёх экземплярах автомобиля Dymaxion — является схема с задним расположением двигателя и с приводом только на переднюю ось. Впрочем, это транспортное средство было не полноценным автомобилем, а ходовым макетом крайне неудачной конструкции .

### Расположение органов управления
Для заднемоторного автомобиля существует три варианта расположения рабочего места водителя — перед осью передних колёс, над ней, в том числе между арками колёс, или позади неё.
| Для многих автобусов характерно размещение силового агрегата сзади … | … а рабочего места водителя — в переднем свесе, впереди арок передних колёс. |

При расположении места водителя перед осью передних колёс автомобиль имеет вагонную компоновку, причём развесовка (распределение массы автомобиля по осям) получается близкой к идеалу (50/50). Однако для такой схемы характерен и ряд недостатков. Так, длина автомобиля, построенного по такой схеме, оказывается весьма большой, особенно при продольном расположении двигателя. При этом колёсная база относительно общей длины автомобиля будет короткой, что приводит к низкой курсовой устойчивости. Размещение водителя и пассажира в переднем свесе приводит к его удлинению, что ухудшает геометрическую проходимость и существенно ухудшает пассивную безопасность. Сиденье водителя оказывается за пределами колёсной базы, вследствие чего он испытывает сильные и резкие вертикальные колебания при проезде неровностей покрытия, вынуждая конструкторов применять специальные дорогостоящие кресла с пневмоподвеской для обеспечения приемлемых условий работы. Из-за разнесения масс по оконечностям кузова и короткой колёсной базы для заднемоторных автомобилей с местом водителя, расположенным в переднем свесе, характерно сильное продольное раскачивание («галопирование»), причём попытки устранения предыдущего недостатка и повышения комфорта водителя путём использования более мягкой передней подвески приводят к его значительному усилению. Кроме того, довольно сложной оказывается конструкция рулевого привода, в который из-за выноса рабочего места водителя далеко вперёд от оси управляемых колёс приходится вводить дополнительные звенья.
По всем этим причинам данная схема применяется практически исключительно на больших автобусах, для которых является вполне рациональной. Было построено немало опытных легковых автомобилей этой схемы (Ghia Selene, НАМИ-013, опытный советский автомобиль-такси ВНИИТЭ-ПТ и так далее), которые отличались большой вместимостью салона при компактных внешних габаритах, но серийно они не выпускались.

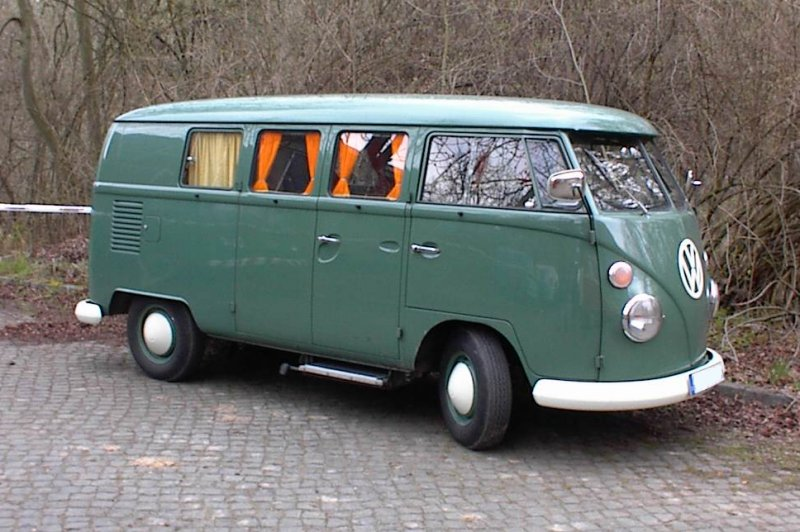
Размещение водителя над арками передних колёс позволяет сделать автомобиль короче, но при этом он по необходимости оказывается сравнительно высоким.

В случае расположения места водителя над осью передних колёс, на колёсных арках, получается автомобиль вагонной либо полукапотной компоновки с более коротким передним свесом и благоприятной (порядка 45/55) развесовкой. Однако при этом высота автомобиля оказывается очень большой, даже в случае применения колёс малого диаметра (что ограничивает проходимость). Поэтому по такой схеме строились в основном микроавтобусы и городские развозные фургончики, включая оригинальный Fiat 600 Multipla 1960-х годов и знаменитый Volkswagen Transporter.
Разновидность этой схемы с расположением места водителя между арками передних колёс снимает ограничение по высоте, однако при сохранении разумной ширины автомобиля место водителя в этому случае окажется единственным в переднем ряду сидений, а доступ к нему будет весьма затруднён, что существенно ограничивает применимость подобной компоновки.

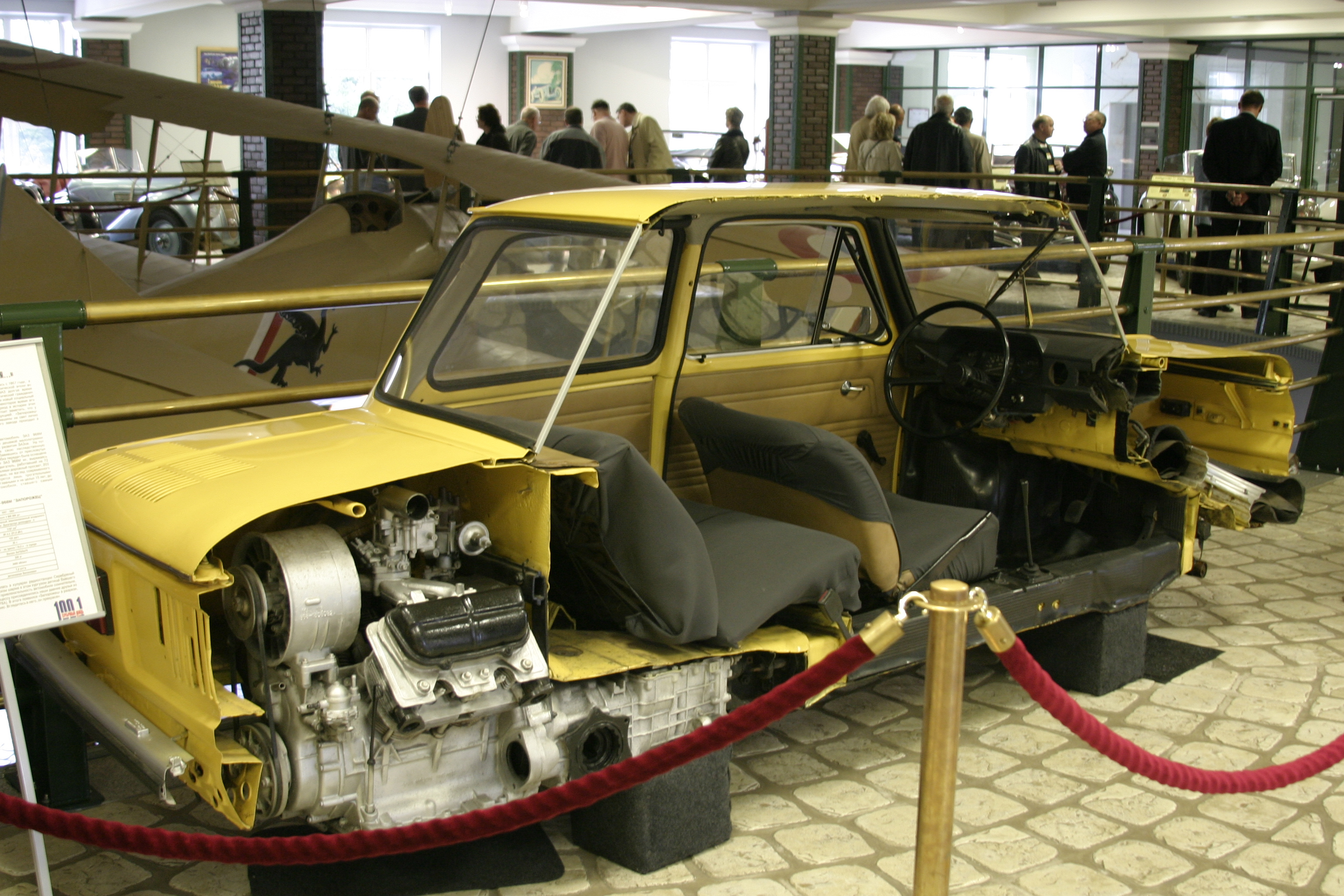
Размещение рабочего места водителя внутри колёсной базы, за арками передних колёс, позволяет применить привычный кузов типа «седан», но развесовка становится неблагоприятной и способствует нарушению управляемости.

 Наконец, при расположении рабочего места водителя за осью передних колёс получается обычный автомобиль капотной компоновки с неэффективным использованием длины и неблагоприятной развесовкой порядка 40/60, а также стеснённым из-за вдающихся в салон арок передних колёс пространством для ног водителя и переднего пассажира — именно таких заднемоторных автомобилей было построено больше всего, так как такая компоновка позволяла применить наиболее привычный покупателям кузов типа «седан» (либо «фастбэк», «купе», «универсал», и так далее).

## Ходовые качества
Главная особенность заднемоторной компоновки — обусловленная смещением центра тяжести автомобиля назад постоянная высокая загрузка задних ведущих колёс, на ось которых в случае легкового автомобиля приходится обычно 60-65 % от его общей массы, что обеспечивает их хорошее сцепление с дорожным покрытием, в том числе — при движении на подъём или по скользкой дороге. При разгоне задняя ось дополнительно динамически загружается, что ещё больше усиливает этот эффект. Поэтому при прочих равных заднемоторный автомобиль будет разгоняться несколько быстрее, чем построенный по иной компоновочной схеме, а также будет иметь лучшую проходимость и способность преодоления крутых подъёмов.
Это делает целесообразным применение заднемоторной компоновки с одной стороны — на быстроходных спортивных автомобилях, так как позволяет при той же мощности двигателя получить лучшие динамические характеристики, а c другой — на недорогом мало- или микролитражном автомобиле, где она даёт возможность применить более дешёвый и экономичный мотор меньшей мощности, не потеряв при этом необходимой динамичности и возможности преодоления подъёмов, что было особенно чувствительно в 1940-х — 60-х годах, когда мощность двигателей серийных европейских малолитражек была невелика и обычно не превышала 30…50 л. с.
Высокая проходимость заднемоторных автомобилей даже позволяла использовать их в качестве вездеходов со вполне серьёзными внедорожными характеристиками, великолепным примером чему может послужить германский Kübelwagen, построенный на базе «Жука» и широко использовавшийся Вермахтом, а также его наследник — Volkswagen 181. Малая масса, плоское днище и большой дорожный просвет в сочетании с портальными редукторами и самоблокирующимся дифференциалом на ведущей оси позволяли ему иметь проходимость на уровне использовавшегося союзниками «Виллиса» — при гораздо более простой и дешёвой в производстве конструкции. Не менее известна вездеходность «Запорожцев».
Если в задней части заднемоторного автомобиля расположено багажное отделение (над двигателем, непосредственно впереди или по бокам от него), положительные качества данной компоновки будут усиливаться по мере его заполнения багажом.
Между тем, концентрация массы позади заднего ведущего моста в сочетании с задним приводом обуславливают очень высокую склонность заднемоторных автомобилей к избыточной поворачиваемости и заносу (боковому скольжению задней оси в повороте), что в значительной степени усугубляется при попытке водителя замедлить движение или притормозить в повороте, приводящей к динамической разгрузке задней оси. На мощных и быстроходных заднемоторных автомобилях даже простого отпускания педали акселератора в высокоскоростном повороте может оказаться достаточно для того, чтобы задние колёса потеряли сцепление с дорогой с последующим заносом. Напротив, если водитель заднемоторного автомобиля, оттормозившись заранее на прямом участке перед поворотом, в самом повороте начинает плавно набирать скорость, задняя ось динамически догружается, сцепление задних колёс с покрытием достигает максимума, а занос практически исключается, что позволяет проходить поворот на более высокой скорости. Этим успешно пользуются опытные водители заднемоторных автомобилей в условиях соревнований, получая преимущество перед автомобилями иных конструктивных схем. Однако для повседневной езды такой их «сложный» характер может считаться нежелательным и даже опасным.
Та же самая особенность распределения массы обуславливает и такие недостатки заднемоторных автомобилей, как низкая курсовая устойчивость, недостаточная эффективность рулевого управления из-за малого сцепного усилия на передних колёсах — особенно на высоких скоростях и на дорогах с плохим коэффициентом сцепления, повышенная чувствительность к боковому ветру.
Частично компенсировать эти дефекты управляемости позволяют такие меры, как: применение более короткого V-образного или оппозитного двигателя, поперечное расположение силового агрегата, смещение пассажирского салона вперёд, правильный выбор кинематики задней подвески, а также — повышение давления в шинах задних колёс с одновременным увеличением угла наклона шкворней передних колёс в продольной плоскости (кастора); использование сзади колёс немного большей ширины и / или размерности, чем спереди; применение аэродинамического обвеса, догружающего переднюю ось при движении с высокими скоростями.
Стоит отметить, что распределение веса автомобиля по осям сильно зависит от его загрузки. Так, у заднемоторного автомобиля с кузовом «седан» при водителе и одном пассажире на переднем сиденье задняя ось существенно разгружается, что даёт практически идеальную развесовку — в то время, как у переднемоторного автомобиля в тех же условиях передняя ось оказывается перегруженной. Конструкторы «Татры-603» за счёт использования оптимальных конструктивных решений добились практически равномерного распределения веса автомобиля по осям — 47 % на переднюю ось и 53 % на заднюю при полной загрузке. Тем не менее, само по себе наличие массивных агрегатов в пространстве позади задней оси делает реакции автомобиля на действия водителя непривычными для основной массы водителей, и потому не вполне безопасными: в силу вступают обусловленные этим фактором приложенные к задней оси дополнительные центростремительные силы, стремящиеся развернуть автомобиль вокруг центра его тяжести. У автомобилей с тяжёлым двигателем спереди, особенно — переднеприводных с продольным размещением силового агрегата, аналогичный эффект также не является редкостью, но из-за привычки большинства водителей к поведению переднемоторного автомобиля угрозы безопасности движению он обычно не создаёт.
Современные заднемоторные автомобили часто имеют широкий набор электронных устройств, делающих управление ими комфортным и безопасным даже для водителя средней квалификации.

## Применимость
Заднемоторная компоновка наиболее пригодна для сравнительно малоскоростных автомобилей вагонной компоновки, при которой передние сидения располагаются над, перед или между нишами передних колёс, что позволяет получить близкую к оптимальной развесовку — порядка 45/55. Именно так построены наиболее массовые заднемоторные автомобили — автобусы большой и средней вместимости, и именно таковы были многие концептуальные разработки заднемоторных автомобилей, такие как Stout Scarab, Ghia Selene, НАМИ-013, НАМИ-050 «Белка», ВНИИТЭ-ПТ и другие, а также один из наиболее удачных автомобилей, построенных по этой схеме — Volkswagen Typ 2 Transporter. Такая компоновка позволяет наиболее полно использовать длину автомобиля для размещения пассажиров — в очень компактных наружных габаритах легковой микролитражки появляется возможность разместить просторный салон с полноценными двумя («Белка») или даже тремя («Мультипла») рядами сидений. Особенно выигрышным при этом является использование «плоских» оппозитных двигателей, малая габаритная высота которых позволяет расположить над ними багажное отделение или получить ровный пол в микроавтобусе или фургоне, обеспечить тем самым удобную загрузку через расположенную сзади дверь. Впрочем, неизбежное в случае использования сравнительно высокого двигателя наличие только боковой двери для городского развозного фургончика зачастую не является существенным недостатком, так как погрузку-разгрузку в городе удобнее всего осуществлять именно набок, при парковке автомобиля на обочине дороги параллельно бордюру.
Между тем, на практике в серию шли преимущественно заднемоторные автомобили с капотной компоновкой и привычным публике традиционным трёхобъёмным кузовом «седан» (или реже двухобъёмным — «фастбэк», «хетчбэк», «комби» или «универсал»), в котором передний ряд сидений располагается сравнительно далеко позади передней оси, что сразу создавало неустранимое в рамках данной компоновки нарушение развесовки — задняя ось, на которую приходилось более 60 % массы автомобиля, оказывалась существенно перегруженной; отсюда — низкий уровень устойчивости и управляемости, часто усугубляемый неудачным выбором кинематики подвесок в угоду удешевлению.
В настоящее время заднемоторные легковые автомобили общего назначения практически не строятся, так как считается, что при современных скоростях движения заднемоторная компоновка не удовлетворяет требованиям безопасности, устойчивости и управляемости. Поэтому из легковых автомобилей по такой схеме строят обычно либо спортивные модели, для которых важно преимущество в разгонной динамике и способности проходить повороты на высокой скорости, при высокой квалификации водителя либо насыщенности автомобиля электронными системами, облегчающими управление им — Porsche 911, либо малоскоростные сверхкомпактные городские микролитражные автомобили.

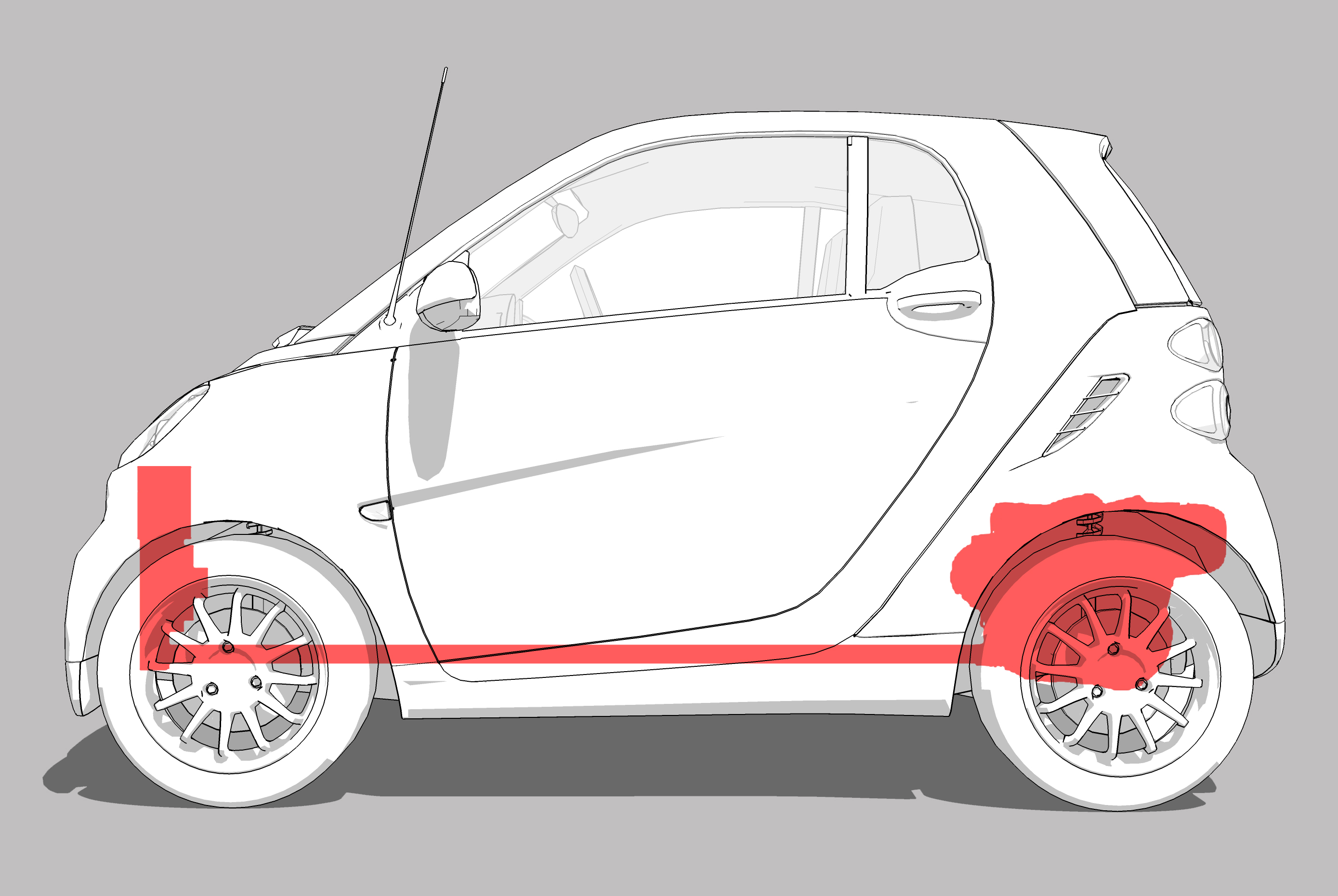
Компоновка Smart Fortwo. Двигатель размещён практически над задним мостом, радиатор системы охлаждения расположен спереди.

При этом неоднократно утверждалось, что современные технологии позволяют создать городской заднемоторный автомобиль, который был бы дешевле в производстве, чем переднеприводной, и превосходил бы аналогичную переднеприводную модель по потребительским качествам, но при этом соответствовал бы современным требованиям к устойчивости, управляемости и безопасности по меркам данного класса. Наиболее выигрышным здесь оказывается расположение силового агрегата под полом багажника при использовании кузова типа «хетчбэк», что позволяет решить основную проблему заднемоторной компоновки применительно к автомобилю данного класса — отсутствие вместительного отделения для багажа. Для этого, в свою очередь, необходимо создание достаточно компактного, а в первую очередь — «плоского», двигателя, который не требовал бы технического обслуживания на протяжении как минимум одного года или 40-50 тыс. км пробега, что практически сняло бы претензии к такому расположению силового агрегата с точки зрения неудобства доступа к нему.
Тем не менее, появившиеся в последнее время микролитражные автомобили с двигателем в задней части используют не заднемоторную компоновку в её классическом виде, а своего рода промежуточную между заднемоторной и среднемоторной, при которой двигатель расположен практически над задней осью, в пространстве под и за задним диваном. Именно по этой компоновочной схеме построены выпускающийся в течение длительного времени и пользующийся в Европе большой популярностью сверхкомпактный городской автомобиль Smart (кроме модели Forfour, построенной на переднеприводной платформе фирмы Mitsubishi), а также Tata Nano и Tata Magic Iris, Renault Twingo нового поколения и Mitsubishi i.
Volkswagen в своё время заявил о намерении к 2010 году запустить в серию недорогой 3,5-метровый городской автомобиль Volkswagen City Expert с расположенным сзади под полом багажника трёхцилиндровым двигателем и невысокой максимальной скоростью, впоследствии переименованный в Volkswagen up!. Между тем, к появлению серийного образца этот проект так и не привёл, а серийный Volkswagen up! / SEAT Mii / Škoda Citigo оказался вполне традиционным переднеприводным хетчбэком (на российском рынке не представлены).
В 2016 году на рынке России был представлен автомобиль-мотоколяска Bajaj Qute с двигателем, расположенным позади задней оси.
Упомянутым выше требованиям компактности и нетребовательности к обслуживанию удовлетворяет в полной мере электрический двигатель, поэтому многие электромобили имеют «чистую» заднемоторную компоновку, в том числе — Tesla Model S. При этом расположенный обычно спереди или под полом пассажирского салона тяжёлый блок аккумуляторов позволяет компенсировать массу двигателя, обеспечив равномерное распределение веса по осям, а сама компоновка — гарантирует хорошее сцепление ведущих колёс с дорогой, соответственно — высокие тяговые и динамические качества.

## Преимущества и недостатки
Приводятся по.
Преимущества
1. На ведущую ось приходится до 60 % (и даже более) массы автомобиля, плюс динамическая загрузка при разгоне; это предопределяет хорошую динамику разгона и очень хорошие возможности разгона при недостаточном сцеплении задних ведущих колёс с дорогой — на мокром покрытии, в гололёд и на подъёме, а также, в сочетании с гладким днищем, — очень хорошую для монопривода проходимость;
2. За счёт отсутствия карданного вала и объединения силового агрегата и трансмиссии в компактный блок при том же размере салона масса заднемоторного автомобиля на 5-10 % меньше, а себестоимость — на 7-12 % ниже, чем при «классической» компоновке — и ниже, чем при переднеприводной благодаря более простой конструкции, в частности — отсутствию шарниров равных угловых скоростей. Это предопределяло выбор такой схемы для недорогих микро- и малолитражных автомобилей;
3. При сравнимых внешних габаритах салон заднемоторного автомобиля будет просторнее по сравнению с автомобилем «классической» компоновки за счёт отсутствия туннеля в днище для карданного вала и трансмиссии, а по сравнению с переднеприводным — как правило больше пространство для ног водителя и переднего пассажира по длине (но часто стеснено по ширине из-за смещения переднего ряда сидений вперёд с целью улучшения развесовки и, соответственно, размещения ног водителя и переднего пассажира между арками передних колёс);
4. Силовой агрегат — трансэксл, состоящий из двигателя, сцепления, коробки передач, редуктора заднего моста и полуосей, получается одним из наиболее компактных и достаточно дёшев в производстве, устанавливается на автомобиль за одну технологическую операцию; силовой поток получается коротким, что предопределяет небольшие потери мощности в трансмиссии;
5. Хороший доступ к двигателю относительно среднемоторной схемы;
6. Меньшая шумность в салоне по сравнению с передним расположением двигателя благодаря удалённости от пассажиров и хорошей изоляции моторного отсека (повышенная шумность «Запорожцев» и некоторых других заднемоторных автомобилей с двигателями воздушного охлаждения связана с конструктивными особенностями их двигателей: невысокой структурной жёсткостью, неудачной аэродинамикой вентилятора и несовершенной системой выпуска отработавших газов), а не компоновкой, автомобиль ЛуАЗ-969, построенный но основе силового агрегата «Запорожца», но установленного спереди, был ещё более шумным);
7. Малое усилие на рулевом колесе благодаря малой загрузке передних колёс;
8. Простая конструкция передней подвески;
9. Оптимальное распределение тормозных сил (при торможении происходит динамическое перераспределение веса автомобиля от задней оси к передней, и у заднемоторного автомобиля при резком замедлении распределение нагрузки по осям становится практически одинаковым, благодаря чему колёса обеих осей эффективно тормозят без риска преждевременной блокировки; у переднемоторного автомобиля передняя ось при торможении уже оказывается перегруженной — в случае переднего привода на неё в момент резкого торможения может приходиться до 80 % веса автомобиля, что сильно затрудняет проектирование эффективной тормозной системы, так как разгруженные задние колёса начинают блокироваться намного раньше хорошо нагруженных передних, обуславливая необходимость искусственно уменьшать тормозное усилие на задней оси; при этом очень сложно добиться одновременно и устойчивости, и максимальной эффективности торможения в любых условиях);
10. При расположении места водителя позади оси передних колёс — высокий уровень пассивной безопасности при лобовом ударе благодаря большой деформируемой зоне впереди кузова;

Недостатки
1. Целый ряд дефектов управляемости — склонность к «избыточной поворачиваемости», плохая курсовая устойчивость и недостаточная эффективность рулевого управления из-за недостаточного сцепного усилия на передних колёсах, особенно на высоких скоростях и на дорогах с плохим коэффициентом сцепления; повышенная чувствительность к боковому ветру;
2. Затруднённое охлаждение двигателя, усложнённое отопление салона; при воздушном охлаждении двигателя или заднем расположении радиатора жидкостного охлаждения требуется мощный вентилятор принудительного охлаждения, потребляющий дополнительную мощность, соответственно — топливо; при выносе радиатора вперёд охлаждение двигателя улучшается, возникает возможность использовать более экономичный электровентилятор, но уменьшается и без того небольшой объём багажного отсека, к тому же, появляются длинные теплотрассы, проложенные через весь кузов, что увеличивает потери тепла и создаёт повышенную вероятность появления в них воздушных пробок;
3. Большая длина приводов от рабочего места водителя к двигателю и трансмиссии;
4. Трудности с расположением топливного бака в безопасной зоне (при расположении сзади повышается пожароопасность, при переднем возникает вероятность деформации при аварии);
5. Большая нагрузка на опоры двигателя при трогании с места;
6. Трудности с построением эффективной выхлопной системы и системы глушения шума двигателя, их настройки из-за малой доступной длины;
7. Длинный задний свес, особенно при продольном расположении двигателя;
8. Объём багажного отделения обычно меньше, чем при «классической» компоновке, из-за больших ниш передних (поворотных) колёс и расположения деталей рулевого управления;
9. При использовании высокого рядного или V-образного двигателя затруднено, или даже вовсе невозможно, создание грузопассажирских модификаций;
10. По сравнению с переднеприводным, при том же объёме салона, длина кузова заднемоторного автомобиля расходуется нерационально из-за расположения багажного отсека спереди;

## Автомобили с заднемоторной компоновкой

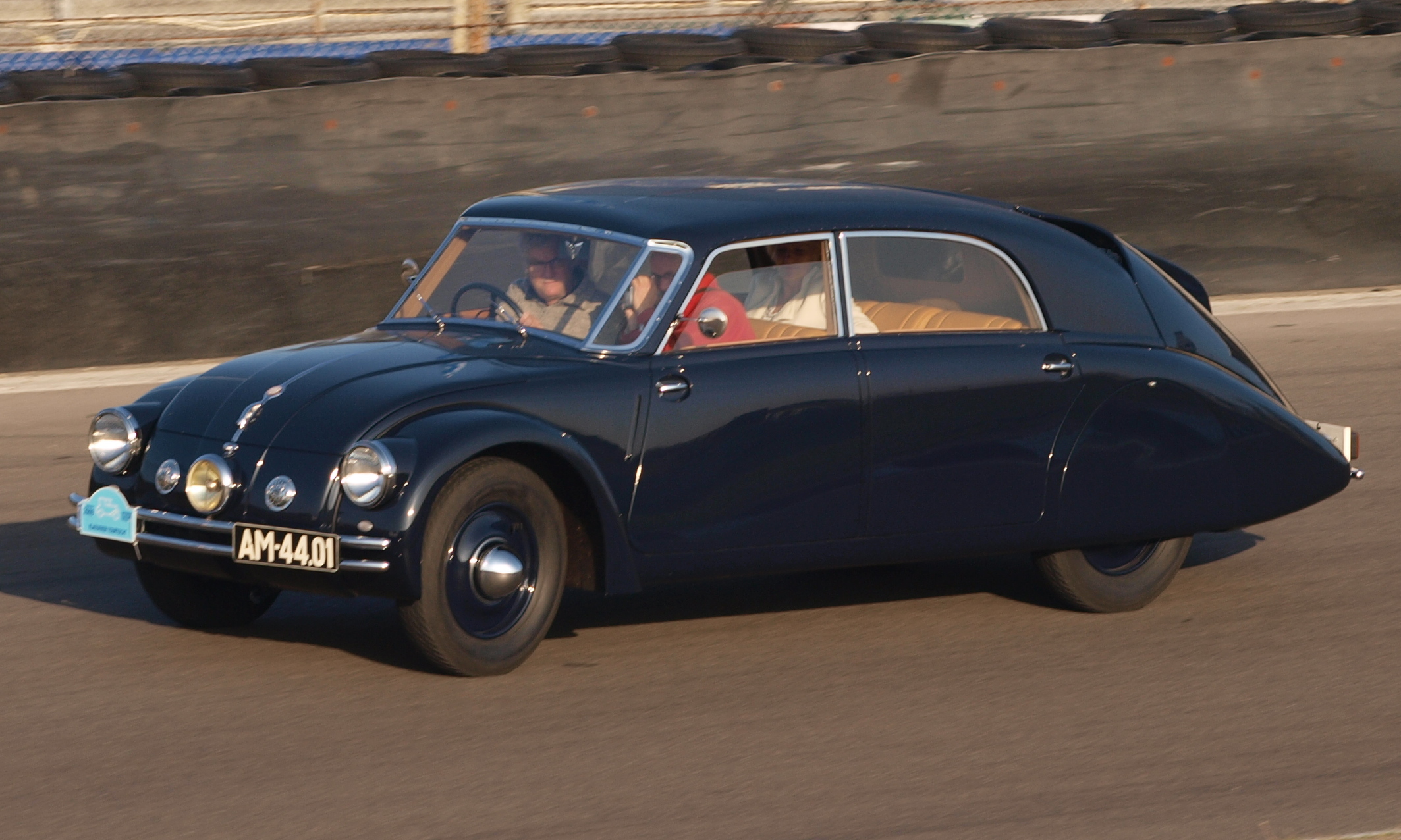
Tatra T77 — один из первых серийных заднемоторных автомобилей. Был известен благодаря своей футуристической внешности и неважной, даже опасной в некоторых режимах движения управляемости.

Заднемоторная компоновка, в отличие от центральномоторной, появилась сравнительно поздно — в конце 1920-х — 1930-х годах, причём основной вклад в её создание внесли чехословацкие (принадлежавшие ещё к австро-венгерской инженерной школе) и германские инженеры. Одним из первых серийных заднемоторных автомобилей стала чехословацкая Tatra T77 конструктора Ганса Ледвинки, причём заднемоторная компоновка сочеталась в ней с двумя другими характерными чертами чешской и германской школ проектирования автомобилей — хребтовой рамой и подвеской с качающимися полуосями, а также двигателем с воздушным охлаждением. Другие примеры — британский Burney Streamliner 1928 года, выпущенный в количестве всего 12 экземпляров.

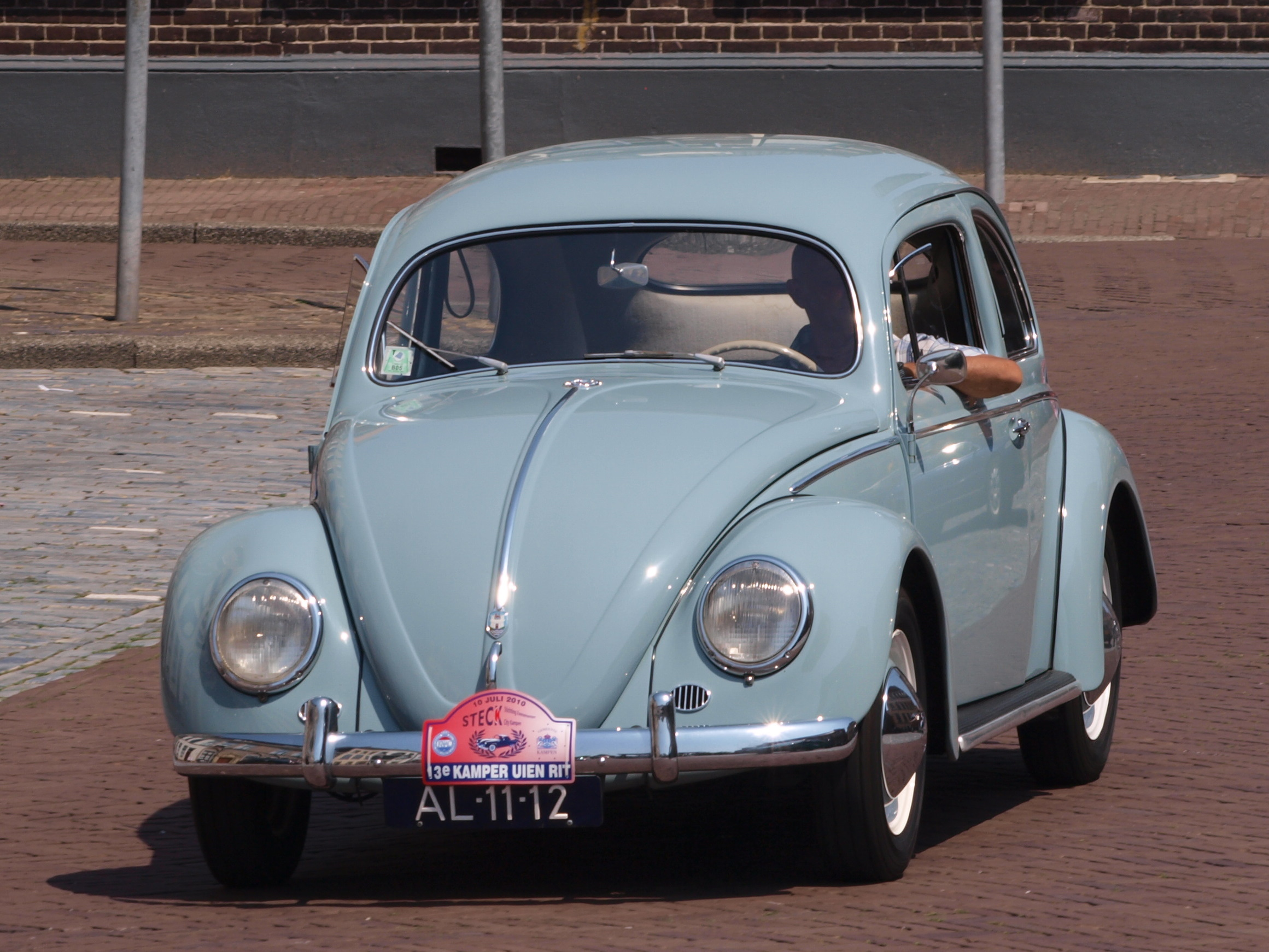
«Фольксваген-Жук» стал отправной точкой в процессе глобальной популяризации заднемоторной компоновки в послевоенные годы.

Всплеск популярности заднемоторных автомобилей произошёл сначала в предвоенной Германии, а затем — уже в мировом масштабе — в первые два десятилетия после Второй мировой войны, причём существенную роль в этой популяризации сыграла единственная коммерчески успешная модель — Volkswagen Type 1, «Жук», конструктивные решения которого нередко слепо копировались вместе с характерными недостатками. С 1946 по 1956 год доля заднемоторных автомобилей на рынке континентальной Западной Европы увеличилась с 2,6 до 26,6 %.
В эти годы преимущества заднемоторной компоновки виделись столь значительными, что многие специалисты, включая советского дизайнера и конструктора Юрия Долматовского, предсказывали её доминирование на автомобилях ближайшего будущего. На практике, однако, по ней в основном строили либо микро- и малолитражные автомобили, либо микроавтобусы и фургоны (Volkswagen Type 2 Transporter, Chevrolet Greenbrier и многие японские модели).

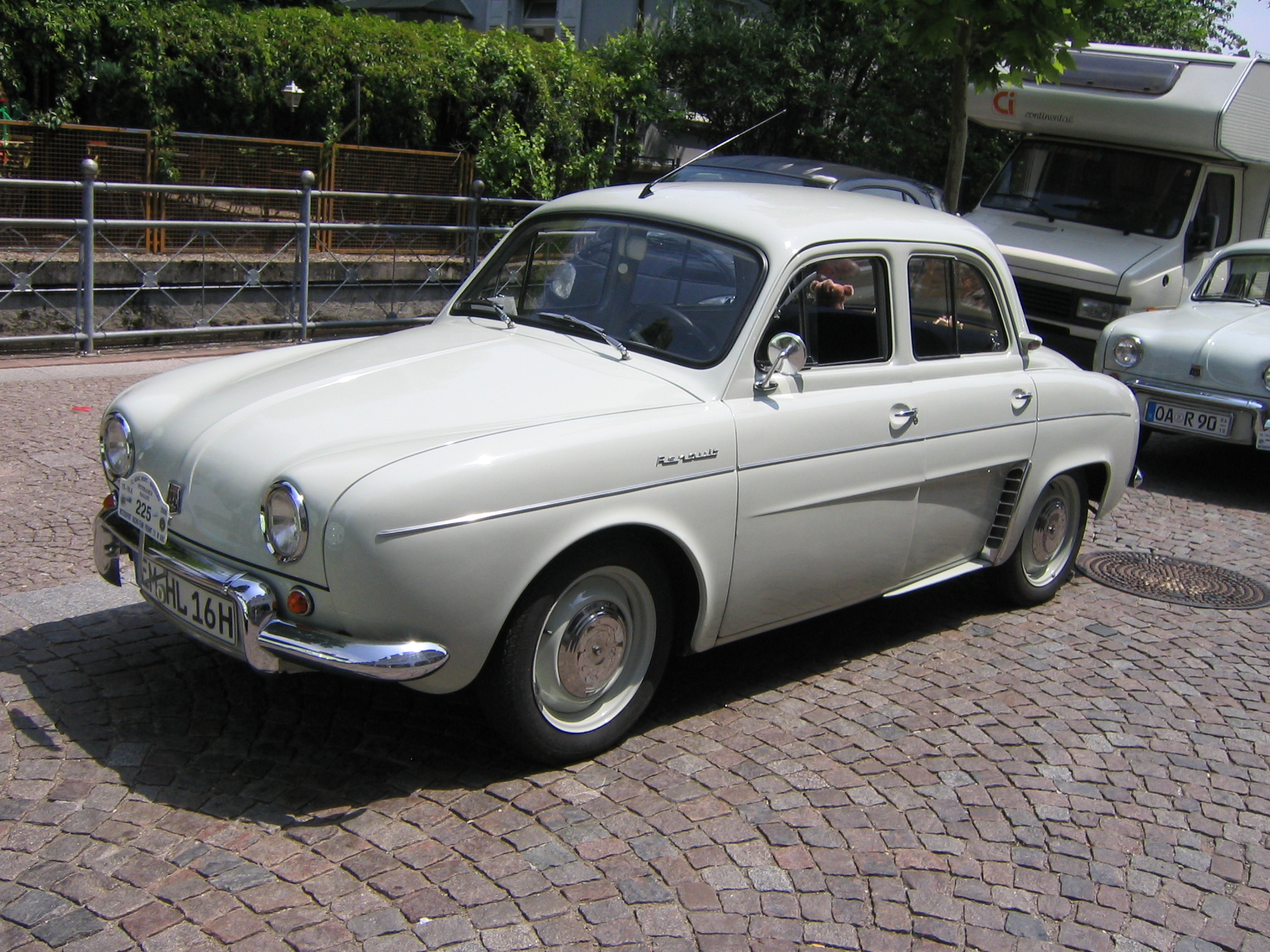
Renault Dauphine — французская вариация на тему заднемоторного «народного автомобиля».

Расцвет заднемоторной компоновки пришёлся на вторую половину пятидесятых — первую половину шестидесятых годов, в эти годы она по сути была стандартом де-факто на автомобилях особо малого класса и была широко распространена на автомобилях малого. По имеющимся данным, в этот период на неё приходилось более половины мирового парка автомобилей за пределами США. Список заднемоторных автомобилей этой эпохи включает Škoda 1000MB и её потомков; все «Запорожцы»; «Фиаты» моделей 500, 600, 850, 126; Renault 4CV; Dauphine, Caravelle, R8 и R10; Simca 1000, SEAT 133, BMW 700, NSU Prinz, Hillman Imp и другие. Даже в США, с типичным для местного автопрома тяготением к консервативным конструкциям, был налажен выпуск «компактного» заднемоторного автомобиля Chevrolet Corvair, по европейским меркам — среднего литража.
Между тем, повторить ошеломительный успех «Жука», секрет которого крылся не столько в особенностях конструкции автомобиля, сколько в отличном производственном оборудовании построенного ещё до войны завода в Вольфсбурге и вытекавшей отсюда низкой себестоимости производства, никому из подражателей не удалось. Уже к концу шестидесятых начался процесс вытеснения заднемоторной компоновки из этой ниши переднеприводными моделями нового поколения с поперечным расположением двигателя. Этому способствовали существенный рост требований к управляемости, повышение мощности серийных малолитражных двигателей, в основном обусловленное массовым переходом на компоновку ГРМ с верхним расположением распределительного вала (OHC), что позволило практически полностью компенсировать основной недостаток переднего привода применительно к малолитражке — ограниченную способность преодоления крутых подъёмов, а также популяризация кузовов типа «хетчбэк».

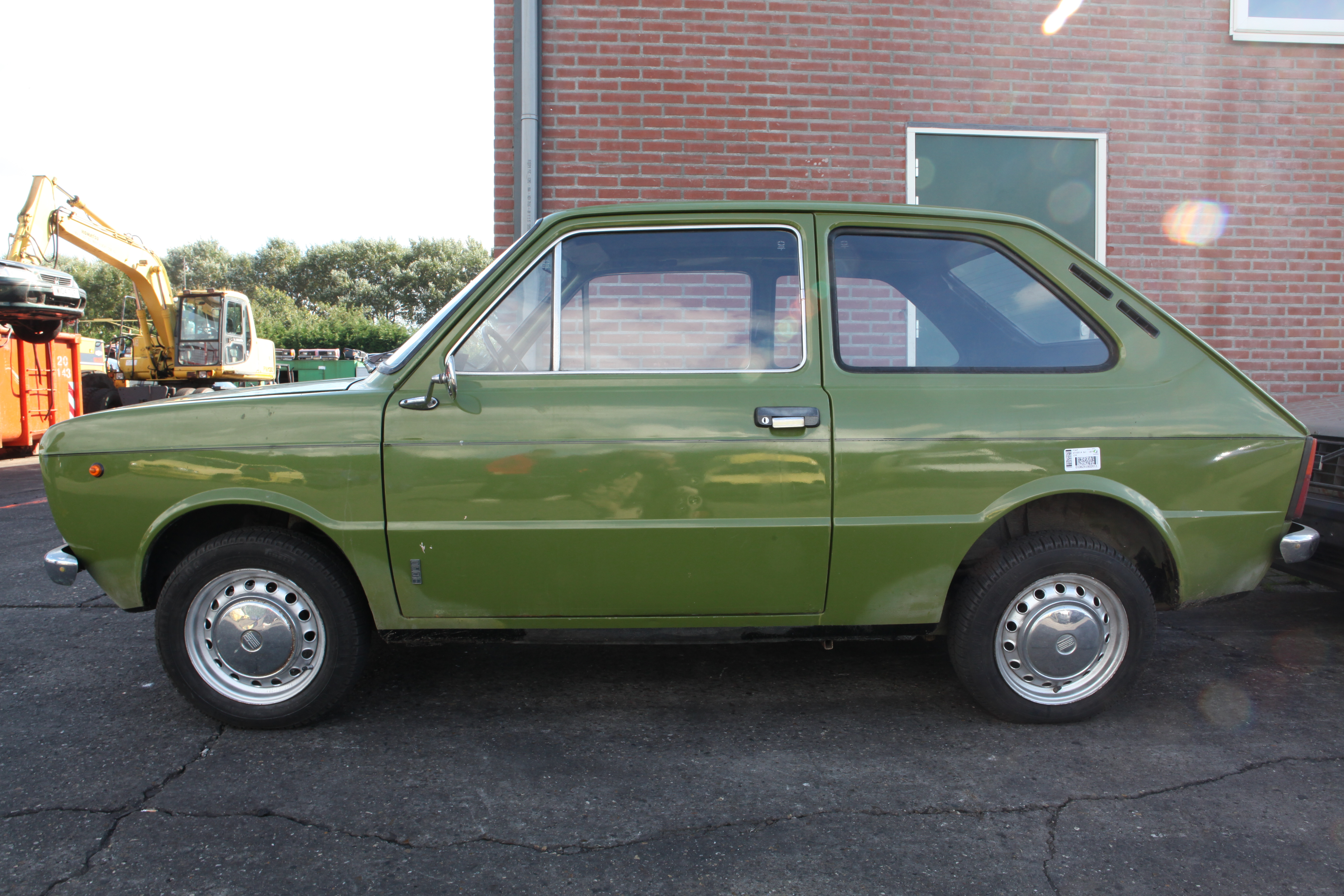
Fiat / SEAT 133 внешне напоминал трёхдверный хетчбэк, но на самом деле багажник располагался спереди, а вся задняя часть была занята двигателем, что делало автомобиль намного менее практичным по сравнению с переднемоторным хетчбэком такого же размера.

Преимущество переднего привода с поперечным расположением силового агрегата перед заднемоторной компоновкой применительно к массовому микролитражному автомобилю становится особенно очевидным, если сравнить появившиеся на свет практически одновременно и имевшие схожий почти до смешения дизайн модели Fiat 127 (передний привод) и Fiat 133 (заднемоторный). При весьма схожих внешних габаритах и форме кузова, у «127» на салон и багажник приходится 80 % общей длины, причём расположенное сзади достаточно ёмкое багажное отделение с плоским полом у автомобилей позднего выпуска имеет очень удобный доступ через полноценную третью дверь (ранние Fiat 127 были ещё не хетчбэками, а седанами-фастбэками). В то же время, у «133» это же место полностью занято силовым агрегатом, а для размещения поклажи служит весьма тесное, зажатое между арками передних колёс пространство, доступ к которому неудобен.
Если добавить к этому тот факт, что «127-й» имел образцовую для своего времени и класса управляемость, чему в те годы покупатели в Европе стали уделять всё большее внимание, в то время, как для «133-го» были в полной мере характерны общие для заднемоторных автомобилей избыточная поворачиваемость, недостаточная эффективность рулевого управления на высокой скорости и склонность к заносу в повороте, то становится вполне очевидным, что, даже с учётом несколько большей себестоимости, Fiat 127 явно был более привлекательным предложением на рынке большинства европейских стран. Заднемоторный же Fiat / SEAT 133 получил лишь некоторое распространение в менее развитых странах, вроде Испании и Аргентины, но и там выпускался сравнительно недолго — до 1980 и 1982 годов, соответственно, тогда как Fiat 127 в виде рестайлинговой модели Fiat 147, производился в Аргентине до 1997 года. Итак, к началу-середине семидесятых годов стало очевидно, что с появлением более практичных переднеприводных хетчбэков эпоха заднемоторных микролитражек в Западной Европе подошла к своему концу.

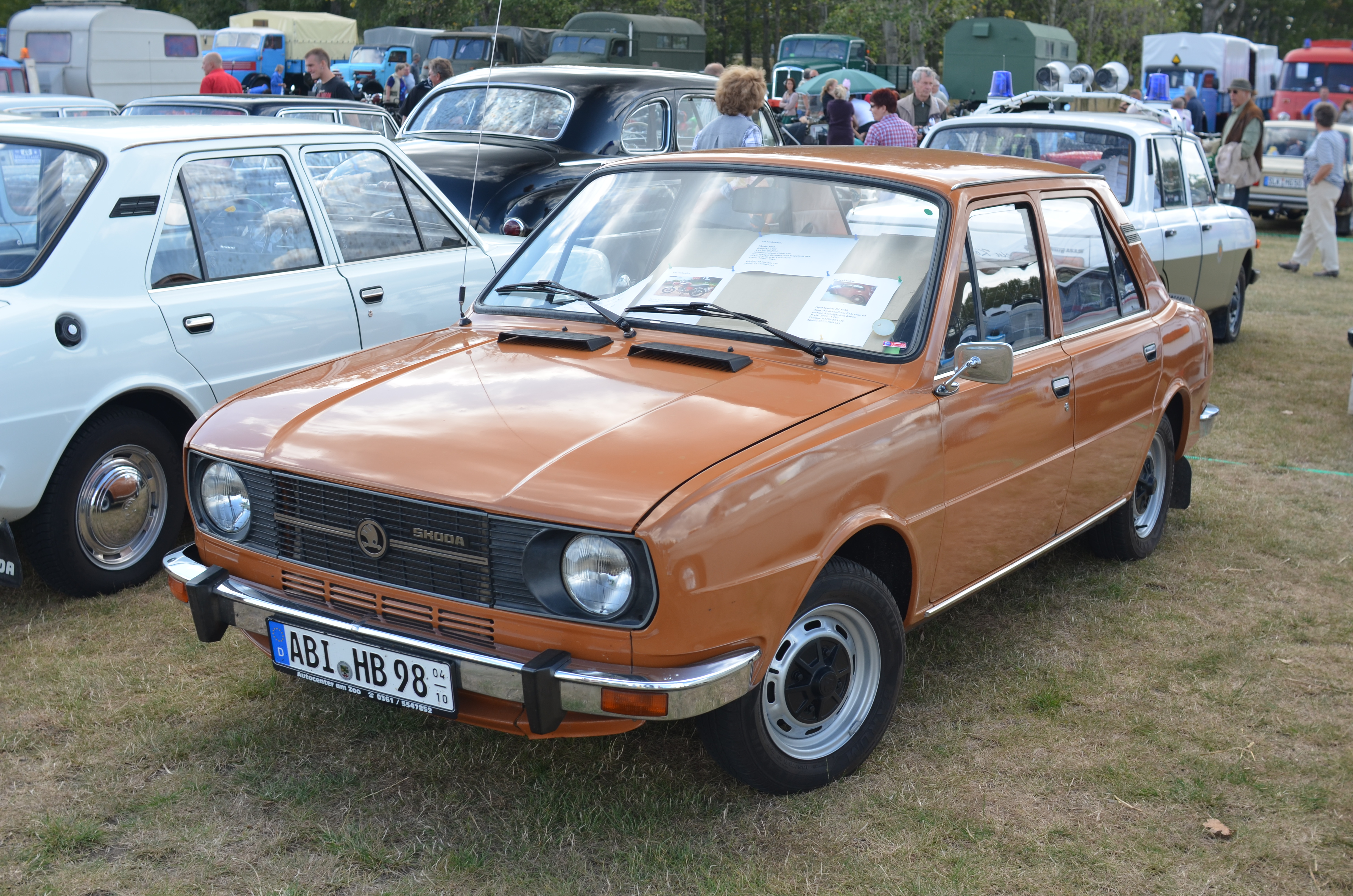
Škoda 120 — один из последних европейских заднемоторных автомобилей, создатели которого попытались насколько это возможно приблизить своё детище к предлагаемыми конкурентами переднеприводным моделям по потребительским качествам и даже внешности.

Не увенчались успехом и попытки создания заднемоторных автомобилей в рамках более высоких классов, такие, как Chevrolet Corvair в США или Volkswagen Typ 4 в ФРГ — причём помимо объективных недостатков, обусловленных выбранной компоновкой, эти автомобили страдали ещё и от предубеждения потребителей, сложившегося по отношению к ней благодаря специфическому имиджу «Жука» и подобных ему моделей, и вполне сравнимого с отношением в СССР к герою бесчисленных шуток и анекдотов — «Запорожцу» (модели ЗАЗ-965, 966 и 968).
Таким образом, заднемоторная компоновка просто потеряла нишу, в которой она могла быть успешно применена: для скоростных автомобилей общего назначения она не обеспечивала необходимых ходовых качеств при движении на скоростной трассе, требования к которым резко повысились, а для малоскоростных городских микролитражек — при тогдашних сравнительно громоздких двигателях не давала возможности разместить в задней части багажное отделение достаточных габаритов, наличие которого в данном классе стало считаться обязательным. Единственным, за пределом тесного круга предназначенных для энтузиастов малосерийных моделей вроде Porsche 911, потенциальным полем деятельности для неё оставался подкласс малолитражных автомобилей со спортивным характером, вроде Fiat 850 Coupé или Renault Caravelle — однако эти машины имели коммерческий смысл лишь при условии привязки к агрегатной базе существующей массовой заднемоторной малолитражки, число которых в те годы быстро уменьшалось. К тому же, спрос на автомобили такого типа в течение семидесятых годов резко упал, следуя за появлением более практичных и менее дорогих «горячих» хетчбэков Golf-класса (пример VW Golf GTI) с форсированными моторами.

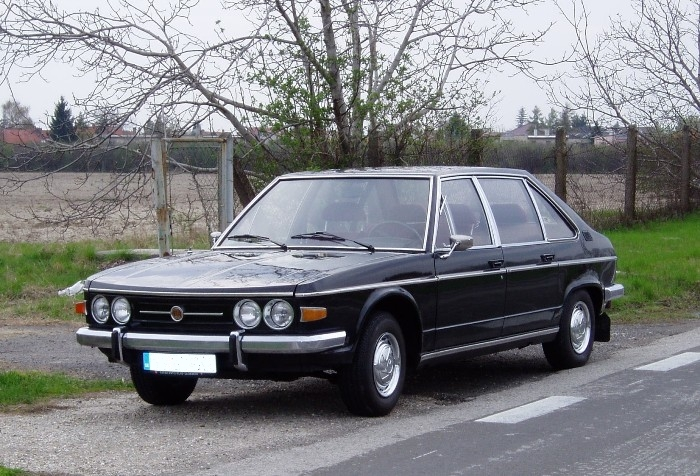
Tatra 613 была, пожалуй, одним из наиболее совершенных в техническом отношении заднемоторных автомобилей. Однако её совершенство по сути осталось невостребованным.

Исключением из этого правила может считаться социалистическая Чехословакия, в которой большие заднемоторные «Татры» традиционно исполняли роль представительских автомобилей. При этом конструкторы сумели добиться впечатляющих результатов, к началу семидесятых годов создав, пожалуй, один из наиболее совершенных заднемоторных автомобилей — Tatra 613, соединявший преимущества этой компоновки с великолепными для своего времени ходовыми качествами. Этим «Татра» был обязана удачным решениям в конструкции шасси и использованию компоновочной схемы со смещением силового агрегата вперёд: за счёт уникального устройства трансмиссии двигатель «Татры» располагался не позади задней оси, а непосредственно над ней, обеспечивая распределение веса по осям, свойственное скорее для среднемоторных спорткаров, чем для массовых заднемоторных моделей — 45/55. Тем не менее, «Татра» так и осталась в одиночестве, не породив подражаний, и в 1990-х годах плавно свернула производство потерявших спрос внутри страны и так и не получивших широкого международного признания легковушек. «Шкода» также до конца восьмидесятых годов сохраняла верность заднемоторной компоновке, однако выдающихся достижений на своём счету не имела, просто стараясь максимально подтянуть потребительские качества своих автомобилей к современным стандартам — по большей части безуспешно (впрочем, «Шкода» уже с конца 60-х годов не оставляла попыток как возврата к классической концепции, так и перехода к переднеприводной — см. перспективные проекты Škoda 720/740/760 — чему до 1987 г. помешал инвестиционный «голод» как в ЧССР, так и в странах СЭВ в целом).

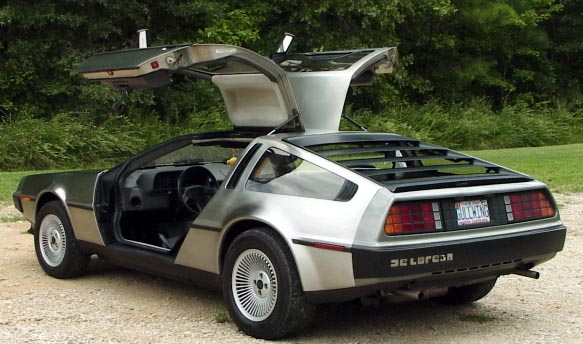
DeLorean DMC-12 — одна из последних попыток «оживить» заднемоторную схему как основу для построения конкурентоспособного спорткара.

Окончательно процесс вытеснения заднемоторной компоновки передним приводом в основном завершился к концу семидесятых — началу восьмидесятых годов, когда в Западной Европе были сняты с производства последние массовые заднемоторные модели, такие, как Volkswagen Beetle, Fiat 126 и 133.

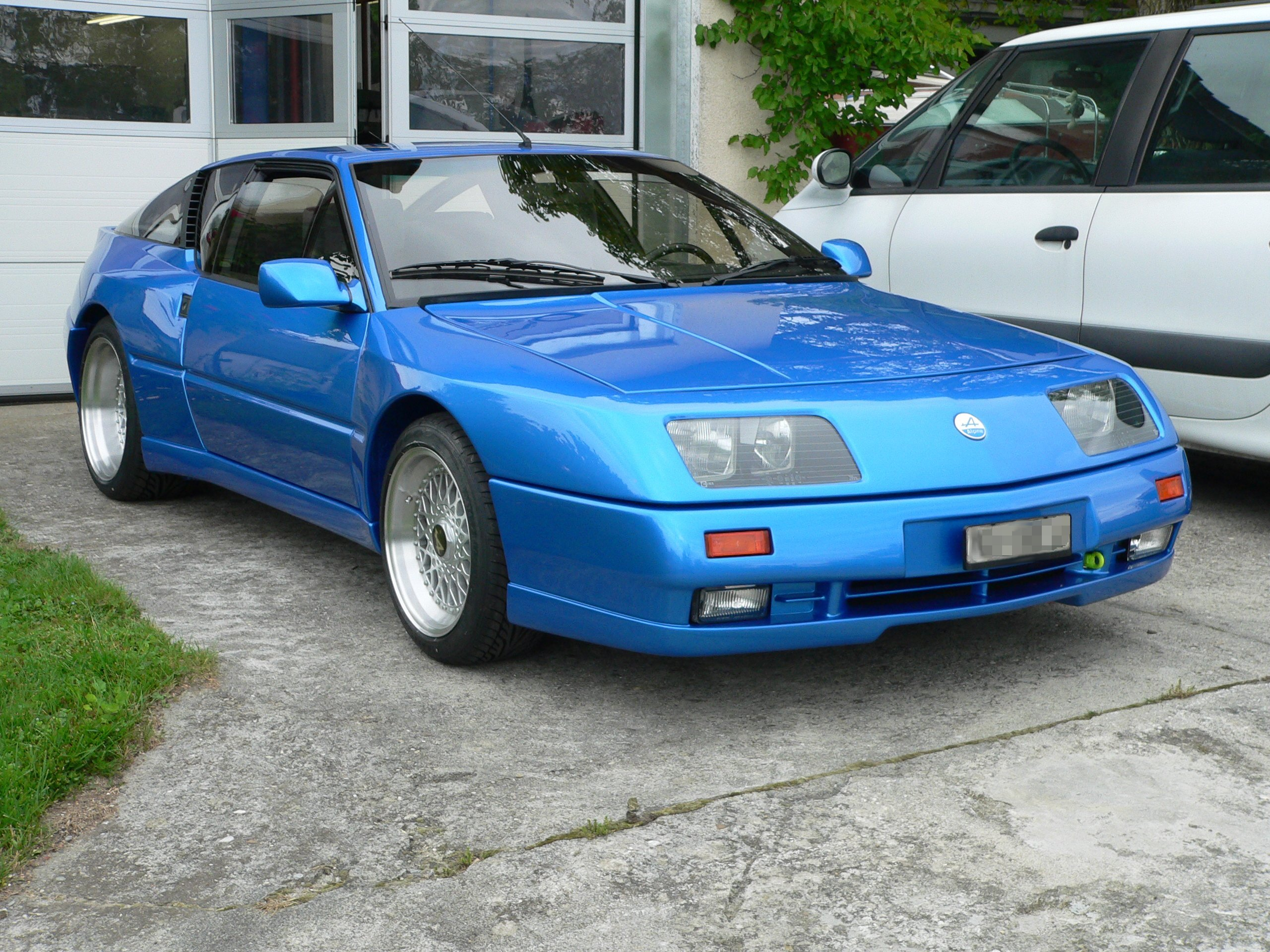
Renault Alpine GTA — заднемоторный спорткар второй половины 1980-х годов, построенный на базе агрегатов серийных переднеприводных моделей.

Правда, в странах третьего мира, а также в переживающей экономический упадок поздней социалистической и постсоциалистической Восточной Европе последние массовые заднемоторные легковые автомобили выпускались ещё вплоть до 1990-х годов, например, «Запорожец» (ЗАЗ-968М) — до 1994 года, а в редчайших случаях (Volkswagen Fusca в Мексике и Fiat 126p в Польше) — до начала 2000-х, причём их популярность объясняется не только меньшей потребительской стоимостью, но и повышенной относительно более новых переднеприводных моделей того же класса проходимостью. Примерно до того же времени продержались и отдельные модели заднемоторных микроавтобусов, выпускавшихся для внутреннего рынка Японии (Subaru Sumo — до 1998 года, Subaru Sambar — до 2009). В сегменте спортивных моделей типа Gran Tourismo осталась лишь модель (Porsche 911, так как его основной конкурент Alpine модели A610 ушёл с рынка в 1994 году). Тем не менее, вполне вероятно, что современные технологии уже в ближайшем будущем позволят на автомобилях определённых классов (городских миниавтомобилях) вернуться к заднемоторной компоновке, в полной мере реализовав её положительные особенности и нейтрализовав отрицательные, что выглядит особенно перспективно с учётом прогресса в области гибридных автомобилей и электромобилей.
Наиболее массово заднемоторная компоновка используется на автобусах большой и средней вместимости, для которых расположение двигателя сзади весьма удобно с точки зрения организации пассажирского салона, в частности — позволяет опустить пол, что необходимо городским автобусам. В этой нише популярность данной компоновки не снижается со времён массового перехода на неё в 1950-х годах.

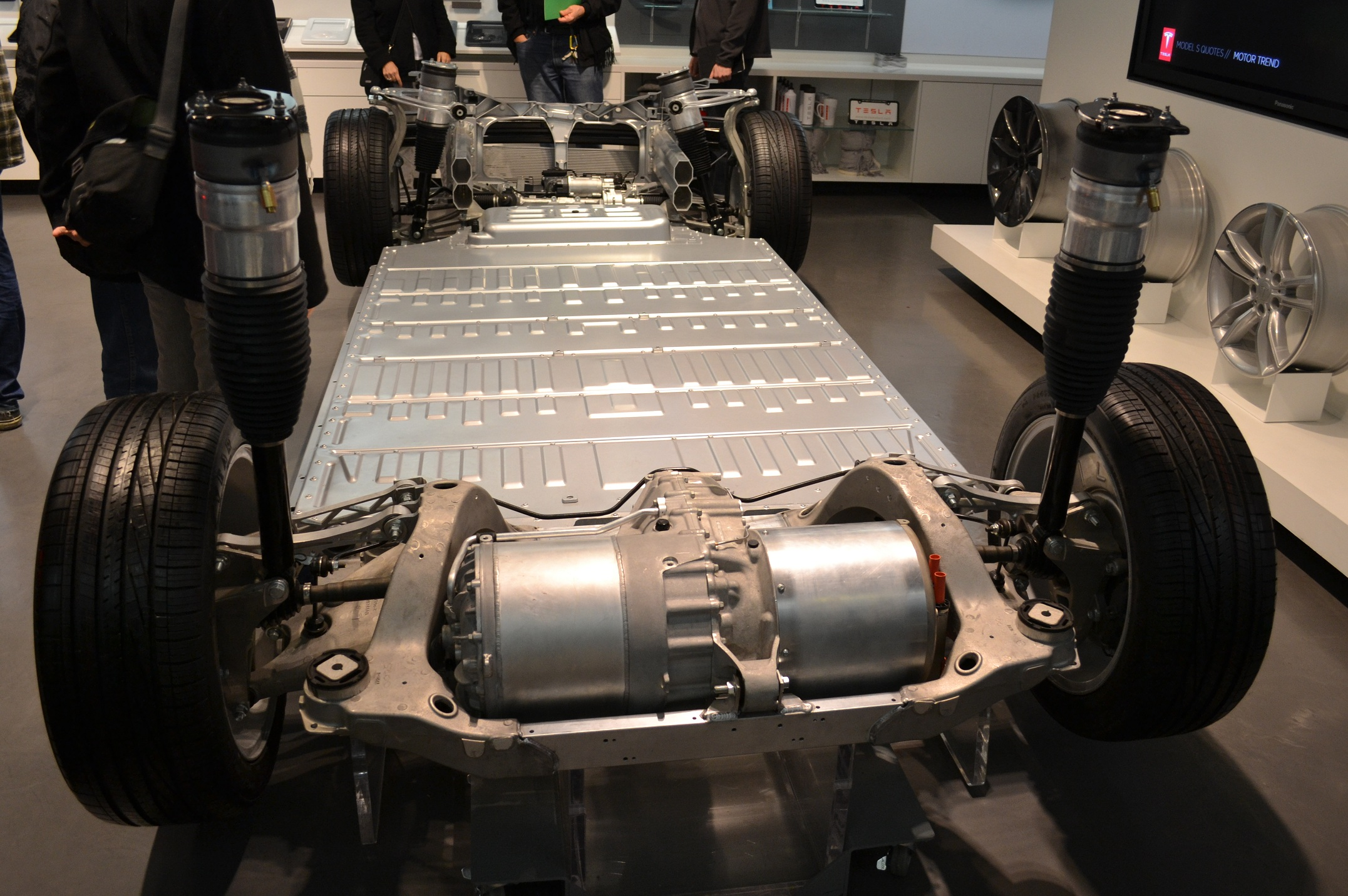
Шасси современного заднемоторного электромобиля Tesla Model S.